# Chilomorpha
Chilomorpha är ett släkte av skalbaggar som beskrevs av Krasa 1914. Chilomorpha ingår i familjen kortvingar.
Släktet innehåller bara arten Chilomorpha longitarsis.